# Recruteur
« Chasseur de têtes  » redirige ici. Pour les autres significations, voir Chasseurs de têtes.
Pour l’article homonyme, voir Headhunter.
 (septembre 2015).
Si vous disposez d'ouvrages ou d'articles de référence ou si vous connaissez des sites web de qualité traitant du thème abordé ici, merci de compléter l'article en donnant les références utiles à sa vérifiabilité et en les liant à la section « Notes et références ».
Un recruteur, appelé aussi un chasseur de têtes (depuis l'anglais head-hunter), est une personne chargée du recrutement de personnes dans différents contextes.

## Consommation
Dans le cadre d'une réunion de consommateurs (marketing), un recruteur est chargé de trouver des consommateurs correspondant à un profil défini par l'entreprise demandeuse de l'étude de marché.

## Marché du travail
- un ou plusieurs consultants (dits chercheurs de tête) ayant un rôle commercial, de conseils, d'évaluation du besoin, d'identification des cibles, d'évaluation des candidats et de suivi de leurs intégration. Leur expérience, leur connaissance du secteur, leur sensibilité professionnelle, leurs qualités humaines et leur finesse de jugement sont autant de facteurs déterminants pour la réussite d'une mission de recrutement.

- un ou plusieurs chargés de recherche qui ont comme mission principale d'identifier les candidats potentiels correspondant à un profil de poste recherché. Une fois le candidat identifié, il lui est présenté le poste et s'il est intéressé et compétent, il rencontre le consultant chargé de la mission de recrutement au cours d'un entretien. Le chargé de recherche a un rôle clef lors d'une mission d'approche directe car c'est lui qui identifie les candidats "cibles".

## Cabinets de recrutement
Les cabinets de recrutement sont des sociétés prestataires de services, qui proposent des outils et des prestations liées à la problématique du recrutement de nouveaux collaborateurs.
En France, des cabinets de recrutement se sont organisés autour de syndicats professionnels, par exemple le Syndicat du Conseil en recrutement Syntec depuis 1998.
En recrutement, il faut distinguer deux modes de fonctionnements

### Classique
Le recrutement classique consiste, par le biais d’annonces et d'offres d'emploi, à attirer des candidats qui feront la démarche de postuler. C’est la méthode la plus utilisée par les entreprises.
Les cabinets de recrutement se caractérisent par leur connotation "généraliste" ou "spécialiste", selon les domaines d'intervention, secteurs ou fonctions.
Le développement exponentiel de l’informatique, des technologies de la communication et de tous les services associés ont généré pour les entreprises un besoin grandissant de collaborateurs hautement spécialisés dans les technologies les plus pointues.
Pour faire face à ces nouveaux besoins, un grand nombre de cabinets de conseil en recrutement se sont spécialisés dans les secteurs et les fonctions liés aux nouvelles technologies.

### Direct, ou chasse
L’approche directe consiste à contacter un candidat par mail ou par téléphone sans que celui-ci n’ait sollicité un poste. On distingue à ce titre plusieurs moyens de procéder :
- Les bases de données internes constituées par les cabinets ou les entreprises au fil du temps.
- Les bases de données externes, auxquelles les entreprises et les cabinets peuvent accéder via un abonnement payant. On distingue les bases de données généralistes ou spécialisées.
- Les réseaux professionnels comme Linkedin ou plus rarement les réseaux sociaux comme Facebook ou WhatsApp.
- La chasse (cf détail ci-dessous)
- Le bouche à oreille.

Il y a une confusion possible entre la « chasse de tête » qui est un des moyens de faire de l’approche directe et l’approche directe elle-même.
La chasse de tête ou (Head Hunting) consiste en une méthodologie réelle d’approche des candidats particulière, afin d'identifier des "cibles" de personnes correspondant étroitement aux attentes clients. La chasse effectuée par les entreprises elle-même n'est pas illégale. En revanche, du fait de l'image agressive que cela peut donner, des entreprises préfèrent confier une chasse à un cabinet pour une approche plus discrète. Bien évidemment, le coût d'une vraie chasse en comparaison d'une approche classique est plus élevé. Le temps consacré à cette recherche également. Elle nécessite une agilité à cibler le type de "traces" à suivre, remonter les organigrammes des entreprises ou groupes.
Elle se déroule en plusieurs étapes :
- Identification des cibles potentielles. Le chasseur recherche l’ensemble des entreprises dans lesquelles on peut trouver le profil recherché. La chasse peut également obéir à une logique géographique.
- Validation de la liste avec le client ; il peut y avoir des « gentleman agreement » avec d’autres sociétés du même secteur ou avec lesquelles l’entreprise a des participations financières.
- Établissement d’un scénario de chasse afin d’obtenir le nom de la personne. Exemple : se faire passer pour un étudiant qui fait une recherche sur un sujet en rapport avec la fonction recherchée.
- Un chargé de recherche appelle l’ensemble des entreprises et récupère les coordonnées des personnes approchées.
- Ces personnes sont rappelées par un consultant afin d'échanger sur le poste et obtenir un CV

La méthodologie du chasseur de tête peut franchir la frontière du cadre légal (par exemple en France, les règles de non-discrimination : article L122-45 du code du travail, articles L121-6 du code du travail, loi numéro 92-1446 du 31 décembre 1992).
Beaucoup[réf. nécessaire] de cabinets de chasse de tête pratiquent la technique dite du competency-based interview, c’est-à-dire un entretien focalisé sur des exemples de situations concrètes qui permettent plus aisément de comprendre comment et avec quel résultat un dirigeant a géré telle ou telle situation.[réf. nécessaire]
En outre, les Contrôles de Références peuvent faire partie intégrante du recrutement, afin de tenter de qualifier la performance passée des candidats. En France, ces contrôles sont encadrés par la loi : ils doivent être réalisés avec l’accord du candidat auprès d’une liste de personnes communiquées par ledit candidat, tout en ne portant que sur la collecte d’informations relatives à la performance ou/et au comportement du candidat dans le cadre de ses activités professionnelles.
Le terme Executive Search ne désigne pas une méthode d’approche particulière mais plutôt la population visée, c'est-à-dire des cadres dirigeants. Chaque cabinet a sa propre définition du niveau de rémunération associé à cette catégorie de profils ; par exemple, généralement, en France, entre 100 et 150 k€ dans les années 2010.